# Nyrstar Port Pirie Tennis International
Il Nyrstar Port Pirie Tennis International è un torneo professionistico di tennis giocato su campi in cemento. Fa parte dell'ITF Men's Circuit e dell'ITF Women's Circuit. Si gioca annualmente a Port Pirie in Australia.
Solo gli australiani Matthew Ebden e Sacha Jones  sono riusciti a vincere il torneo in entrambe le discipline nello stesso anno. La connazionale Sally Peers ha invece vinto due volte il titolo nel doppio femminile.

## Albo d'oro

### Singolare maschile
| Anno | Campione          | Finalista       | Punteggio     |
| ---- | ----------------- | --------------- | ------------- |
| 2009 | Matthew Ebden     | Jamie Baker     | 6–2, 6–4      |
| 2010 | Colin Ebelthite   | Nick Lindahl    | 3–6, 7–5, 6–3 |
| 2011 | Yasutaka Uchiyama | Hiroki Moriya   | 7–6(6), 6–4   |
| 2012 | Matt Reid         | Adam Feeney     | 6–3, 3–6, 6–3 |
| 2013 | Non disputato     | Non disputato   | Non disputato |
| 2014 | Luke Saville      | Jordan Thompson | 6–2, 3–1      |

### Doppio maschile
| Anno | Campioni                           | Finalisti                       | Punteggio           |
| ---- | ---------------------------------- | ------------------------------- | ------------------- |
| 2009 | Matthew Ebden Sadik Kadir          | Joshua Crowe Jarryd Maher       | 6–1, 6–3            |
| 2010 | Jared Easton Joel Lindner          | Erik Chvojka Mikal Statham      | 6–4, 6–2            |
| 2011 | Robert McKenzie John Peers         | G.D. Jones Jose Rubin Statham   | 6(3)–7, 6–4, [10–8] |
| 2012 | Jay Andrijic Adam Feeney           | Alex Bolt Jack Schipanski       | 6–2, 6–2            |
| 2013 | Non disputato                      | Non disputato                   | Non disputato       |
| 2014 | Maverick Banes Gavin Van Peperzeel | Bradley Mousley Jordan Thompson | 6–3, 6–3            |

### Singolare femminile
| Anno | Campionessa     | Finalista       | Punteggio     |
| ---- | --------------- | --------------- | ------------- |
| 2011 | Olivia Rogowska | Bojana Bobusic  | 6–3, 6–2      |
| 2012 | Sacha Jones     | Olivia Rogowska | 6–2, 7–5      |
| 2013 | Non disputato   | Non disputato   | Non disputato |
| 2014 | Misa Eguchi     | Hiroko Kuwata   | 6–1, 6–2      |

### Doppio femminile
| Anno | Campionesse                          | Finaliste                         | Punteggio     |
| ---- | ------------------------------------ | --------------------------------- | ------------- |
| 2011 | Isabella Holland Sally Peers (1)     | Bojana Bobusic Monique Adamczak   | w/o           |
| 2012 | Sacha Jones Sally Peers (2)          | Stephanie Bengson Chanel Simmonds | 6–4, 6–2      |
| 2013 | Non disputato                        | Non disputato                     | Non disputato |
| 2014 | Jessica Moore Aleksandrina Najdenova | Miyabi Inoue Hiroko Kuwata        | 6–4, 6–3      |